# Солински, Крис
Крис Соли́нски (англ. Chris Solinsky; 5 декабря 1984, Стивенс-Пойнт, Висконсин, США) — американский легкоатлет, экс-рекордсмен США в беге на 10 000 м; получил мировую известность как первый белокожий стайер, выбежавший 10 000 м из 27 минут.
20 августа 2011 г., накануне старта чемпионата мира в Тэгу, отказался от участия в нём из-за растяжения подколенного сухожилия, беспокоившего его большую часть сезона. В мае 2012 г. отказался и от участия в отборе на Олимпийские игры в Лондон.

## Травма и реабилитация
Спускаясь по лестнице в тренировочном лагере, спортсмен споткнулся о собаку, удержался на ногах, но почувствовал надрыв в мышце задней поверхности бедра. По признанию спортсмена, подобная развязка рано или поздно должна была случиться, поскольку травма была следствием его резко возросших объёмов и интенсивности бега в 2010—2011 годах. 16 сентября была сделана сложная операция. По совпадению, именно в этот день Гален Рапп побил его рекорд США на 10 000 м.
В конце ноября впервые вышел потрусить. Планы по-прежнему были нацелены на Олимпиаду в Лондоне. Однако, в мае 2012 года Крис Солински объявил, что не примет участия в июньском отборе США на Олимпиаду. Несмотря на то, что восстановление после травмы проходит успешно, сухожилия и мышцы ещё не нарастились в полной объёме. Лишь к лету 2013 года спортсмен прогнозирует полное восстановление. А пока, в мае 2012 г., его мысли связаны с Олимпиадой 2016 года и с верой в то, что «следующие четыре года будут лучшими годами в его карьере».

## Личная жизнь
В свой день рождения в 2009 г. женился на Эми Дахлин (в прошлом — прыгунья с шестом, выступавшая за Висконсин). Проживает в Портленде, Орегон, США.